# Tomáš Paprstka
Tomáš Paprstka (* 1. března 1992 Vsetín) je český cyklokrosař a juniorský mistr světa.
Na MS 2010 v kategorii juniorů získal zlatou medaili. Zúčastňuje se také soutěží na horských kolech. Na mistrovství ČR v MTB vybojoval několik medailí.
V anketě sportovec roku v r. 2010 obsadil v kategorii juniorů první místo.